# Chamberlain, South Dakota
Chamberlain är administrativ huvudort i Brule County i South Dakota. Orten har fått sitt namn efter järnvägsdirektören Selah Chamberlain. Enligt 2010 års folkräkning hade Chamberlain 2 387 invånare.